# يونغ سوك كيم
يونغ سوك كيم (بالإنجليزية: Young-Suk Kim)‏ هي طبيبة نفسية معروفة بأبحاثها حول تطوير اللغة ومحو الأمية. وهي حالياً أستاذة في جامعة كاليفورنيا، إرفاين.
تلقت كيم العديد من الجوائز لمساهماتها بما في ذلك جائزة الرئاسة المبكرة لعام 2013 للعلماء والمهندسين (PECASE) من البيت الأبيض. وتم تكريمها من قبل علم النفس التربوي المعاصر في عام 2016 لكونها «واحدة من أكثر العلماء إنتاجية في علم النفس التربوي» من 2009 إلى 2014. كما حصلت على العديد من الجوائز من جامعة ولاية فلوريدا بما في ذلك جائزة التدريس الجامعي لعام 2013، 2014 جائزة تطوير الباحث، وجائزة روبرت إم غاني للأبحاث لعام 2016.

## وصلات خارجية
- Faculty Profile
- Research Lab Website
- يونغ سوك كيم منشورات مفهرسة من قبل جوجل سكولار